# Castéra-Verduzan
Castéra-Verduzan – miejscowość i gmina we Francji, w regionie Oksytania, w departamencie Gers.
Według danych na rok 1990 gminę zamieszkiwały 794 osoby, a gęstość zaludnienia wynosiła 40 osób/km² (wśród 3020 gmin regionu Midi-Pireneje Castéra-Verduzan plasuje się na 416. miejscu pod względem liczby ludności, natomiast pod względem powierzchni na miejscu 562.).